# جاك هينسون
جاك هينسون (بالإنجليزية: Jack Hinson)‏ هو فلاح أمريكي، ولد في 1807، وتوفي في 1874.